# Zunura appendiculata
Zunura appendiculata är en svampart som först beskrevs av B. Sutton, och fick sitt nu gällande namn av Nag Raj 1993. Zunura appendiculata ingår i släktet Zunura, divisionen sporsäcksvampar och riket svampar.   Inga underarter finns listade i Catalogue of Life.